# Еролакос
Еро́лакос (греч. Γερόλακκος, тур. Alayköy) — деревня, находящаяся недалеко от Никосии, столицы Кипра. Расположена к северу от Зелёной Линии. Международный аэропорт Никосия (ныне более не функционирующий) находится примерно в 2 км к юго-востоку от деревни.
Еролакос принадлежит Кипру, однако после турецкого вторжения на остров в 1974 году и изгнания её жителей (греков-киприотов), деревня де-факто контролируется частично признанным государством Турецкая Республика Северного Кипра.